# 1,5-ciclooctadienă
1,5-ciclooctadiena (abreviată uzual COD) este o hidrocarbură cu formula chimică C8H12. Este o cicloalchenă ce conține două duble legături.
Izomerul cis,cis al acestei diene este un precursor util pentru alți compuși organici și servește ca ligand în chimia organometalică. Este un lichid incolor cu un miros puternic. 1,5-ciclooctadiena poate fi preparată prin dimerizarea butadienei în prezența unui catalizator de nichel, un coprodus fiind vinilciclohexena. Aproximativ 10.000 de tone au fost produse în 2005.